# Conrad Böcker
Conrad Helmut Fritz Böcker (ur. 24 sierpnia 1870 w Lipsku, zm. 8 kwietnia 1936 we Frankfurcie nad Menem) – niemiecki gimnastyk. Wystąpił na Letnich Igrzyskach Olimpijskich w 1896 roku. Zdobył dwa złote medale: w kategorii ćwiczenie na drążku drużynowo oraz w ćwiczeniach na poręczach drużynowo.